# Zwart peperboompje
Het zwart peperboompje (Daphne laureola) is een groenblijvende plant uit de peperboompjesfamilie (Thymelaceae). Het is een tot 1,5 m hoge struik met meestal bochtig opstijgende twijgen. De bladeren zijn afwisselend geplaatst, 3-12 cm lang, leerachtig, omgekeerd-eirond tot omgekeerd-lancetvormig, aan de bovenzijde donkergroen, aan de onderzijde lichter groen en staan aan de uiteinden van de takken dicht opeen.
De plant bloeit tussen februari en mei. De bloemen staan met twee tot tien stuks bijeen in korte trossen in de bladoksels van tweejarige twijgen. Ze hebben vier gelig groene kroonbladeren. De vruchten zijn eivormig, zwart en bevatten een enkel zaad. De vruchten worden gegeten door vogels die vervolgens zorgen voor de verspreiding van de zaden.
De plant komt in het wild voor in West-, Midden- en Zuid-Europa, het overige Middellands Zeegebied en Noord-Afrika. De soort is inheems maar zeer zeldzaam in België. In Nederland wordt de plant als sierstruik gekweekt. Daarnaast komt deze hier soms verwilderd voor. In Noord-Amerika (British Columbia, Washington, Oregon) gedraagt de plant zich als een invasieve soort.
Daphne laureola subsp. laureola en Daphne laureola subsp. philippii zijn de twee ondersoorten die worden onderscheiden.